# Омид Ебрахими
Омид Ебрахими Зарандини (перс. امید ابراهیمی‎‎‎, латинизовано: ; Нека, 15. септембар 1987) професионални је ирански фудбалер који примарно игра у средини терена на позицији дефанзивног везног.

## Клупска каријера
Ебрахими је професионалну каријеру започео као играч екипе Шандари из града Бендер Абас са југа Ирана, а са којим се такмичио у иранској другој лиги. Након тога прелази у прволигаша Сепахан из Исфахана за који игра наредне четири сезоне и у том периоду осваја две тируле националног првака и један трофеј националног купа. 
Од јула 2014. игра за екипу Естеглала из Техерана. 

## Репрезентативна каријера
За сениорску репрезентацију Ирана дебитовао је 9. децембра 2012. у утакмици првенства Западне Азије против селекције Саудијске Арабије. Био је у саставу репрезентације и на Азијском првенству 2015, али није наступио ни на једној од четири утакмице свог тима.
Селектор Карлос Кејроз уврстио га је на списак играча за Светско првенство 2018. у Русији, где је одиграо све три утакмице у групи Б.

## Успеси и признања
ФК Сепахан
- Првенство Ирана (2): 2010/11, 2011/12.
- Ирански куп (2): 2012/13.

 ФК Естеглал
- Ирански куп (1): 2017/18.